# Assedio di Costantinopoli (1422)
L'assedio di Costantinopoli del 1422 fu condotto dagli ottomani contro i bizantini. L'esito finale fu la vittoria degli assediati bizantini. Questo fu il secondo assedio che gli ottomani tesero alla capitale dell'Impero bizantino, ma anche questo tentativo di prendere la città fallì come il precedente.

## Le cause
L'assedio su Costantinopoli e Tessalonica iniziò perché, nel 1421, l'erede al trono bizantino Giovanni VIII Paleologo, figlio dell'imperatore bizantino Manuele II Paleologo, aveva interferito nelle questioni dell'impero ottomano, nel campo della successione del trono del sultano; visto che Mehmet I, padre di Murad II, era morto in quell'anno, egli aveva appoggiato Mustafa che tentò di impadronirsi del trono ottomano, ma senza riuscirci, ottenendo di essere strangolato da Murad II. Questa politica, che Giovanni VIII Paleologo aveva utilizzato, era comunemente usata nell'impero bizantino e serviva a mandare in confusione i propri nemici confinanti, in modo che l'impero potesse così rafforzarsi, visto poi che in quel momento era in piena agonia, si preavvisava la caduta dell'impero che poteva avvenire da un momento all'altro. Questa linea politica era solitamente usata da Manuele II, che aveva portato grandi frutti per l'impero. Manuele però non sostenne questa intromissione del figlio nell'impero ottomano, perché l'impero era in pace da un decennio con l'impero ottomano, ma non riuscì a impedirgli di farla, visto che era vecchio e stanco, lasciò che il figlio facesse quello che meglio credeva, senza però mai dargli la sua approvazione. Giovanni VIII Paleologo, come tutti i giovani di Costantinopoli, voleva riportare alla grandezza di un tempo l'impero, ma con questa mossa rovinerà gli sforzi di trent'anni di regno del padre.

## I preparativi
Quando però Murad II riuscì a farsi ufficialmente riconoscere come il successore del padre Mehmet I, egli decise di invadere l'Impero bizantino. Il progetto dell'assedio fu elaborato da lui stesso, e consisteva in un doppio attacco all'Impero, dividendo il grande esercito ottomano in due armate: il grosso dell'esercito andò ad assediare Costantinopoli, mentre il rimanente avrebbe  assediato Tessalonica, che era la seconda città più grande dell'impero bizantino. Con la conquista di Tessalonica l'Impero ottomano avrebbe potuto dominare tranquillamente su tutta la Tracia, schiacciando così le ultime resistenze bizantine in quei luoghi. In più Murad II poteva contare su una nuova arma molto efficace, che avrebbe migliorato l'artiglieria ottomana. Infatti nel 1422 gli ottomani acquistarono i loro primi cannoni d'assedio, usando i falconi, che erano armi di calibro ridotto (8–10 cm per i modelli più grossi), ma di gittata comparabile a quella di una colubrina. Prima di iniziare l'assedio, Murad II fece costruire molti colpi da poter sparare con il suo cannone, che ovviamente sarebbe stata l'arma protagonista negli assedi di Costantinopoli e di Tessalonica.

## L'assedio
Ma l'assedio di Costantinopoli si rivelò una disfatta per gli ottomani, perché anche se i bizantini erano ormai in decadenza e controllavano un territorio ridotto, la loro capitale era stata una delle città più potenti del mondo per tutto il corso del Medioevo, ed era dotata di mura solidissime, che erano considerate all'epoca inespugnabili. Anche se l'artiglieria che usava Murad II era innovativa, non poteva certo intimorire le grandi mura di Costantinopoli. Inoltre i bizantini difesero le mura anche con dei piccoli cannoni, che erano una novità arrivata a Costantinopoli nella seconda metà del XIV secolo, sotto il regno di Giovanni VI Cantacuzeno, e usarono anche il famoso fuoco greco, i cui metodi di produzione sono tuttora ignoti. Questa era un'arma terribile inventata nel VI secolo, una sostanza che se incendiata bruciava anche in acqua, e che i bizantini davano in dotazione alle proprie navi rendendole molto temibili dalle altre marine.
Il comandante dell'esercito bizantino era Giovanni VIII Paleologo, primogenito dell'Imperatore Manuele II Paleologo e futuro erede al trono (difatti sarà il penultimo Imperatore bizantino). Il padre gli affidò questo compito perché sapeva che il figlio era molto euforico, e sognava di riportare l'Impero bizantino agli antichi splendori, e difatti incitava l'esercito a resistere, con gran grinta. Alla fine l'esercito di Murad II dovette ammettere la sconfitta e abbandonare l'assedio. Si può dire che questa battaglia la vinsero le mura di Costantinopoli, che erano state fatte edificare da Teodosio II, nel V secolo, ed erano tra le mura più possenti esistenti all'epoca.

## Conseguenze
Nonostante tutto, l'esito della campagna di Murad II non fu completamente negativo. Grazie al suo progetto dell'attacco a tenaglia contro l'Impero bizantino, gli ottomani riuscirono a mettere le mani nel 1430 su Tessalonica, che nel frattempo era passata sotto il controllo veneziano; infatti il Despota Andronico Paleologo, gravemente malato, si era reso conto di non poter resistere a lungo. Aveva perciò ceduto la città assediata ai veneziani, i quali, dopo un iniziale entusiasmo, si erano resi conto della drammaticità della situazione e avevano abbandonato la città al suo destino.
Nonostante la vittoria bizantina, l'Impero stava affrontando dei grossi problemi economici, e Papa Pio II aveva promosso la donazione da parte dei monarchi europei dei cannoni, come mezzi di sussidio, contro la lotta contro gli ottomani. Tutti i nuovi cannoni arrivarono però solo dopo che vi era stato l'assedio del 1422. Questi nuovi cannoni furono accolti molto bene a Costantinopoli, e immediatamente furono montati sulle mura, perché gli ottomani, seppur sconfitti, rimanevano sempre una minaccia. Ma questo non servì a salvare l'Impero bizantino: infatti Costantinopoli verrà conquistata trent'anni più tardi, nel 1453, dal sultano Mehmet II.

## Tradizioni
I cronisti del tempo, parlando dell'assedio ottomano a Costantinopoli del 1422, attribuirono la fine dell'assedio ad un'apparizione dell'icona di Theotókos (che rappresentava la madre di Dio con Gesù, ed era molto venerata tra i bizantini) sulle pareti della città, che impaurì il nemico, salvando la capitale bizantina. Giovanni Canano racconta:
(Giovanni Canano)